# المسفلاه
ال مسفلاه یک منطقهٔ مسکونی در عربستان سعودی است که در استان مکه واقع شده‌است.